# Kevin Espinoza
Kevin Misael Espinoza Madrid (San Pedro Sula, Cortés, Honduras; 21 de abril de 1993) es un futbolista de nacionalidad hondureña. Juega de volante de marca o lateral  en el Club Deportivo Marathón de Liga Nacional de Honduras.

## Trayectoria

### Marathón
Se formó en las reservas del Club Deportivo Marathón donde ha realizado toda su carrera profesional desde el 2012. En el Clausura 2014 logró jugar su primera final ante Olimpia. En la actualidad es una de las futuras estrellas del Club Deportivo Marathón.

### Real España
Es recordado por haberle anotado un gol al Pachuca, con el cual Real España ganó 3-2 en un partido de la Copa Intercontienental  de CONCACAF.

## Selección nacional
En el mes de marzo fue convocado para participar en el Juegos Deportivos Centroamericanos 2013 en donde la Selección de fútbol de Honduras Sub-21 se adjudicó el título de campeón. En este torneo compartió con otras promesas del fútbol hondureño, tales como Bryan Róchez, Bryan Acosta, Luis López Fernández, José Escalante, Júnior Lacayo, entre otros.

## Características
Kevin Espinoza es un jugador ágil y veloz. Puede jugar como extremo izquierdo o lateral izquierdo, debido a que domina muy bien el pie izquierdo. También se caracteriza por su precisión en los pases y su potencia de tiro, por lo cual a veces ejecuta penales, tiros libres y tiros de esquina. Ha dicho que admira a jugadores como Amado Guevara, Lionel Messi, Ángel Di María, Mesut Özil, pero su máximo referente es Cristiano Ronaldo.

## Clubes
| Club            | País     | Año           |
| --------------- | -------- | ------------- |
| Marathón        | Honduras | 2012-2014     |
| Real España     | Honduras | 2014-2015     |
| Villanueva F.C. | Honduras | 2015-2016     |
| Marathón        | Honduras | 2016-Presente |

## Palmarés

### Campeonatos nacionales
| Título           | Club     | País     | Año  |
| ---------------- | -------- | -------- | ---- |
| Copa de Honduras | Marathón | Honduras | 2017 |

### Campeonatos internacionales
| Título                                            | Club                                   | País       | Año  |
| ------------------------------------------------- | -------------------------------------- | ---------- | ---- |
| Medalla de Oro Juegos Deportivos Centroamericanos | Selección de fútbol de Honduras Sub 21 | Costa Rica | 2013 |

(*) Incluyendo la selección